# Carlito útja
A Carlito útja (eredeti címe: Carlito's Way) 1993-ban bemutatott amerikai bűnügyi filmdráma Brian De Palma rendezésében. A film Edwin Torres bíró Carlito's Way és az After Hours című regényein alapul. A főszerepben Al Pacino, Sean Penn, Penelope Ann Miller látható.
1993. november 12-én jelent meg az Egyesült Államokban. 2005-ben készült el egy előzményfilm, Carlito's Way: Rise to Power címmel.

## Cselekmény
A bűnöző Carlito Brigante visszavonulását tervezi. Azonban múltja miatt ez jóval nehezebbnek bizonyul, illetve akaratán kívül olyan tevékenységekbe keveredik, amelyek miatt eleve börtönbe került.

## Szereplők
- Al Pacino: Carlito Brigante
- Sean Penn: David Kleinfeld
- Penelope Ann Miller: Gail
- John Leguizamo: Benny Blanco
- Luis Guzmán: Pachanga
- Ángel Salazar: Walberto
- Jorge Porcel: Reinaldo "Ron" Saso
- Ingrid Rogers: Steffie
- James Rebhorn: Bill Norwalk
- John Finn: Duncan nyomozó
- Joseph Siravo: Vincent Taglialucci
- Frank Minucci: Tony "Tony T" Taglialucci
- Adrian Pasdar: Frankie Taglialucci
- Viggo Mortensen: Lalin Miasso
- John Augstin Ortiz: Guajiro
- Jaime Sánchez: Rudy

## Fogadtatás
A film eleinte vegyes kritikákat kapott, a negatív vélemények leginkább a nem túl eredeti témát kritizálták. Kritikájában Roger Ebert De Palma egyik legjobb filmjének tartotta. A Patrick Doyle által komponált filmzenét a kritikák "elégikusnak" és "kísértetiesen szépnek" nevezték.
A Siskel & Ebert című műsorban Ebert pozitívan, míg Gene Siskel negatívan értékelte. A Rotten Tomatoes honlapján 82%-ot ért el 49 kritika alapján, és 7 pontot szerzett a tízből.
A film 37 millió dolláros bevételt hozott a jegypénztáraknál. Sean Penn-t és Penelope Ann Miller-t Golden Globe-díjra jelölték szerepeikért.